# Actinodaphne kostermansii
Actinodaphne kostermansii är en lagerväxtart som beskrevs av S.Julia. Actinodaphne kostermansii ingår i släktet Actinodaphne och familjen lagerväxter. Utöver nominatformen finns också underarten A. k. glabrescens.